# Ustikolina

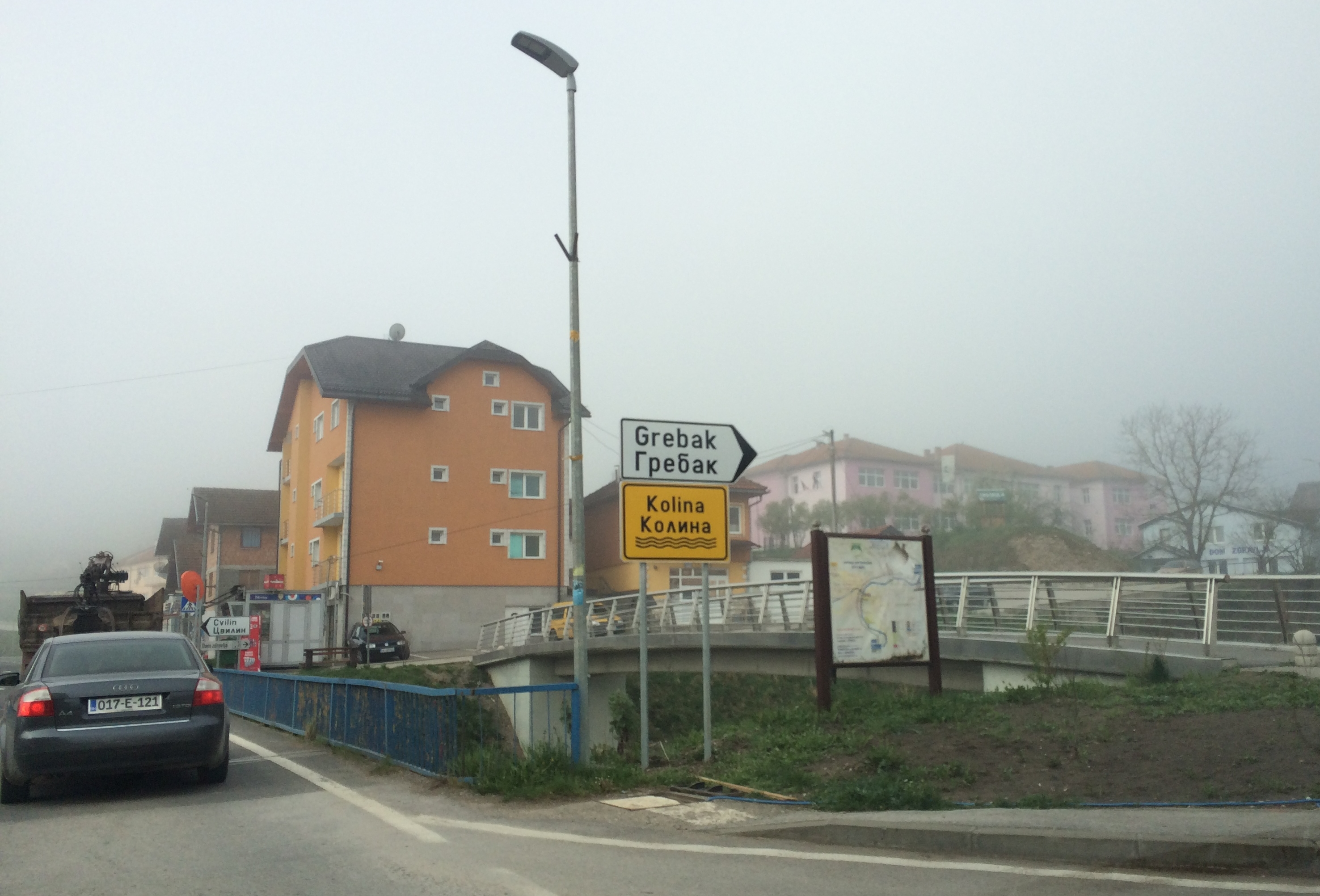
Ustikolina

Ustikolina (srbsky Устиколина) nebo též Foča-Ustikolina (srbsky Фоча-Устиколина) je město a správní středisko opčiny Foča-Ustikolina v Bosně a Hercegovině v Bosensko-podrinském kantonu Goražde. Nachází se asi 9 km severně od Foči, 21 km jihozápadně od Goražde a asi 69 km jihovýchodně od Sarajeva. V roce 2013 žilo v Ustikolině 974 obyvatel, v celé opčině Foča-Ustikolina pak 2 213 obyvatel.
Součástí opčiny je celkem 25 trvale obydlených vesnic.
- Bavčići 43
- Bešlići 15
- Brajići 14
- Bunčići 5
- Cvilin 250
- Donje Žešće 25
- Dragomilići 5
- Filipovići 94
- Gostičaj 5
- Jabuka 95
- Lokve 87
- Mazlina 82
- Mravljača 5
- Njuhe 136
- Petojevići 25
- Podgrađe 5
- Previla 5
- Prisoje 28
- Račići 5
- Rodijelj 14
- Slavičići 5
- Stojkovići 5
- Ustikolina 974
- Zabor 17
- Zebina Šuma 274

Nacházejí se zde též zaniklé vesnice Borovinići, Bujakovina, Glušca, Kolakovići, Kolun, Marevo a Sorlaci.
Ustikolinou protéká řeka Drina. Do řeky Driny zde ústí řeka Kolina, z čehož pochází název města.